# کیزیل بولیاک
کیزیل بولیاک (به لاتین: Kyzyl Bulyak) یک منطقهٔ مسکونی در روسیه است که در باشقیرستان واقع شده‌است.